# Règles du mah-jong
 (mars 2017).
Si vous disposez d'ouvrages ou d'articles de référence ou si vous connaissez des sites web de qualité traitant du thème abordé ici, merci de compléter l'article en donnant les références utiles à sa vérifiabilité et en les liant à la section « Notes et références ».
Pour un article plus général, voir Mah-jong.
La base des règles du mah-jong est assez universelle. Toutefois il existe énormément de variations, principalement au niveau du score. Cet article décrit les principes de base (mise en place et déroulement du jeu, formation des combinaisons) communs à toutes les règles du mah-jong. Pour les détails et les règles spécifiques se référer aux articles dédiés à chaque règle.

## Glossaire
Ce paragraphe résume quelques termes techniques utilisés dans le jeu de Mah-jong.

### Tuiles
Honneurs
Dragons (Dragon rouge, Dragon vert, Dragon blanc) et Vents (Est, Sud, Ouest, Nord)
Famille
Les tuiles chiffrées sont divisées en trois familles : Caractères, Bambous, Cercles (ou Ronds, ou Sapèques)
Extrémités
1 et 9 des familles de chiffres
Tuiles ordinaires
Tuiles 2 à 8 des familles de chiffres

### Combinaisons
Chow
Combinaison de trois tuiles consécutives de la même famille
- Chow fondamental : Chow 1-2-3, 4-5-6 ou 7-8-9
- Chow d'extrémité : Chow 1-2-3 ou 7-8-9

Pung
Combinaison de trois tuiles identiques
Kong
Combinaison de quatre tuiles identiques
- Combinaisons cachées : combinaison formée à partir de tuiles de la muraille
- Combinaisons exposées : combinaison formée à partir d'une tuile défaussée

### Mise en place
- Muraille : quatre murs de tuiles constituant la pioche, l'appellation Mur est aussi couramment utilisée
- Brèche : Séparation effectuée dans la muraille après les jets de dé
- Mur de remplacement : Partie du mur où sont remplacées les Fleurs et compensés les Kongs
- Vent du tour : Vent de la manche, le vent du tour est indiqué par un marqueur appelé Tion
- Vent du joueur : Vent dépendant de la position du joueur. Les joueurs se désignent couramment par leur vent, Qui est Est ? voudra donc dire Qui est le joueur dont la place est Vent d'Est ?

### Jeu
- Être en attente/écoute : Être en attente/écoute d'une tuile permettant de faire Mah-jong. Si une seule tuile permet de faire Mah-jong l'écoute est unique, si plusieurs tuiles le permettent l'écoute est multiple
- Tiré soi même : Faire Mah-jong sur une tuile piochée, l'anglicisme Self est aussi couramment utilisé
- Main tout caché : Mah-jong dont aucune combinaison n'a été exposée
- Compenser le Kong : Tirer la tuile qui compense le fait que le Kong ne compte que comme une combinaison de 3 tuiles
- Voler un Kong : Faire Mah-jong sur la 4e tuile d'un Kong complétant un Pong exposé
- Main morte : Main qui ne peut pas déclarer Mah-jong à la suite d'une faute de jeu
- Manche (Pan) : partie du jeu de la construction de la muraille jusqu'au Mah-jong d'un joueur
  - Partie nulle : Partie dont toutes les tuiles ont été piochées sans faire de Mah-jong
- Tour (Quan) : Minimum de quatre Parties. Un Tour est terminé une fois que tous les joueurs ont été Vent d'Est. Un Tour est identifié par un vent appelé Vent du tour
- Jeu complet (Ju) : Nombre prédéterminé de Tours, généralement quatre (un de chaque vent)

### Annonces
Avant de pouvoir exposer ses tuiles, le joueur doit annoncer préalablement ce qu'il compte exposer. Seules les annonces autorisées sont permises au Mah-jong : aucune autre formulation n'est permise. Selon la variante jouée ainsi que de la langue officielle des joueurs ou du tournoi, les annonces pourraient être limitées tels que dans l'exemple suivant.
- Pour remplacer une Fleur ou une saison : Fleur ou Hua
- Pour exposer un Chow : Chow ou Chi
- Pour exposer un Pong : Pong ou Pon
- Pour exposer un Kong : Kong ou Kan
- Pour faire Mah-jong : Mah-jong ou Hu (prononcé Hou), Ron est réservé au Riichi.

L'acte de déclarer une main prête (riichi ou ting, et cetera) est permise seulement dans les variantes qui les reconnaissent et dans les conditions qui y donnent droit.

## Mise en place

### Vent du joueur, Vent du tour
Lors d'une manche il existe deux types de vents : le Vent du joueur et le Vent du tour.

#### Vent du joueur
À chaque joueur est associé un vent appelé Vent du joueur. Le Vent d'Est est celui qui jette le premier jet de dé et commence la partie. Les joueurs suivants sont, dans l'ordre de jeu, Vent de Sud, Vent d'Ouest, Vent du Nord. En pratique les joueurs s'identifient donc par leur nom de Vent souvent simplement abrégé en Est, Sud, Ouest, Nord.
Lors de la première manche, on associe au hasard un vent à chaque joueur. Les joueurs s'asseyent, dans le sens inverse des aiguilles d'une montre : Est, Sud, Ouest, Nord. Remarquez que Nord et Sud sont inversés par rapport aux points cardinaux géographiques. Une façon classique de désigner les vents est de tirer une tuile de chaque vent du jeu et de les mélanger faces cachées. Chaque joueur pioche une tuile qui correspondra à son vent.
Le sens de rotation est l'inverse des aiguilles d'une montre. Soit dans l'ordre : Est, Sud, Ouest, Nord. Dans la suite de l'article on désignera les joueurs par leur vent par exemple Vent d'Est ou plus communément Est désignera le joueur jouant en premier, etc.
À chaque fin de manche les Vents du joueur tournent : Sud devient Est, Ouest devient Sud, Nord devient Ouest et Est devient Nord.
Dans certaines règles, si le Vent d'Est gagne la partie ou si la partie est nulle, les vents ne tournent pas.

#### Vent du tour

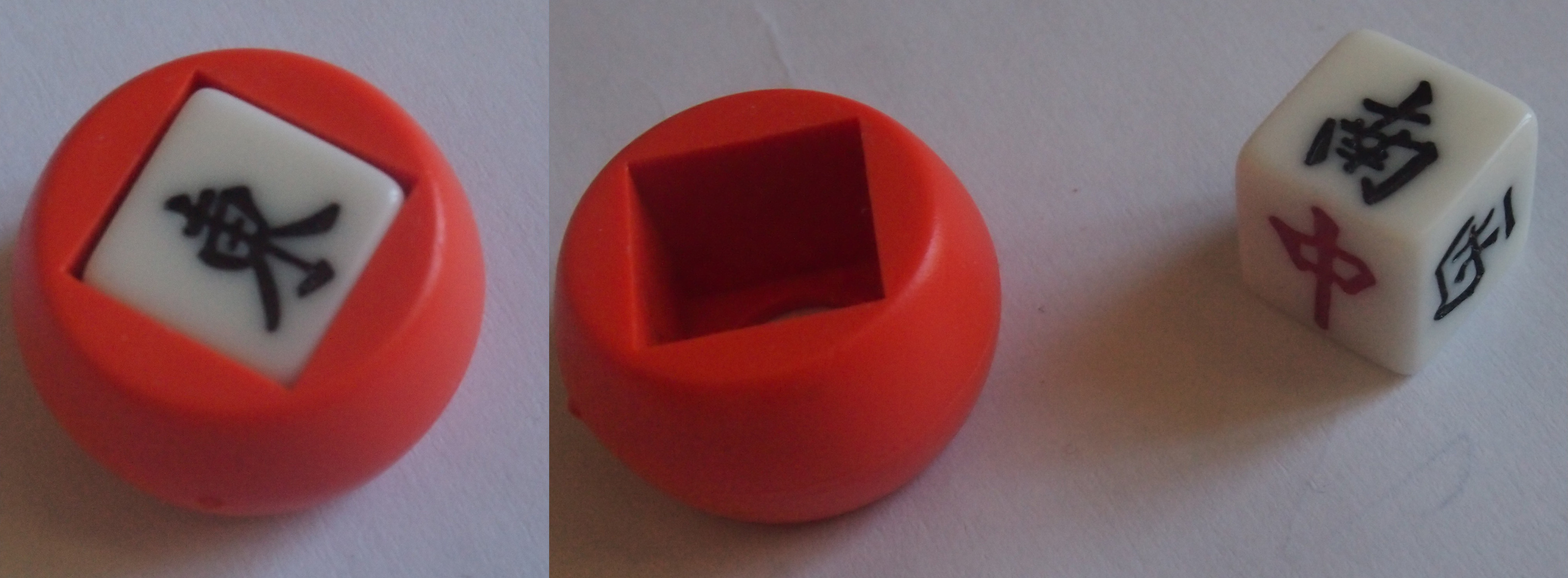
Tion, indicateur de vent du tour

Le Vent du tour, aussi appelé Vent dominant, est commun à tous les joueurs. Un jeu complet de Mah-jong est généralement divisé en quatre tours désignés par un vent appelé Vent du tour (Tour 1 : Est, Tour 2 : Sud, Tour 3 : Ouest, Tour 4 : Nord). Le Vent du tour change quand tous les joueurs ont été Vent d'Est. Le vent du tour est identifié à l'aide du tion.

### Muraille

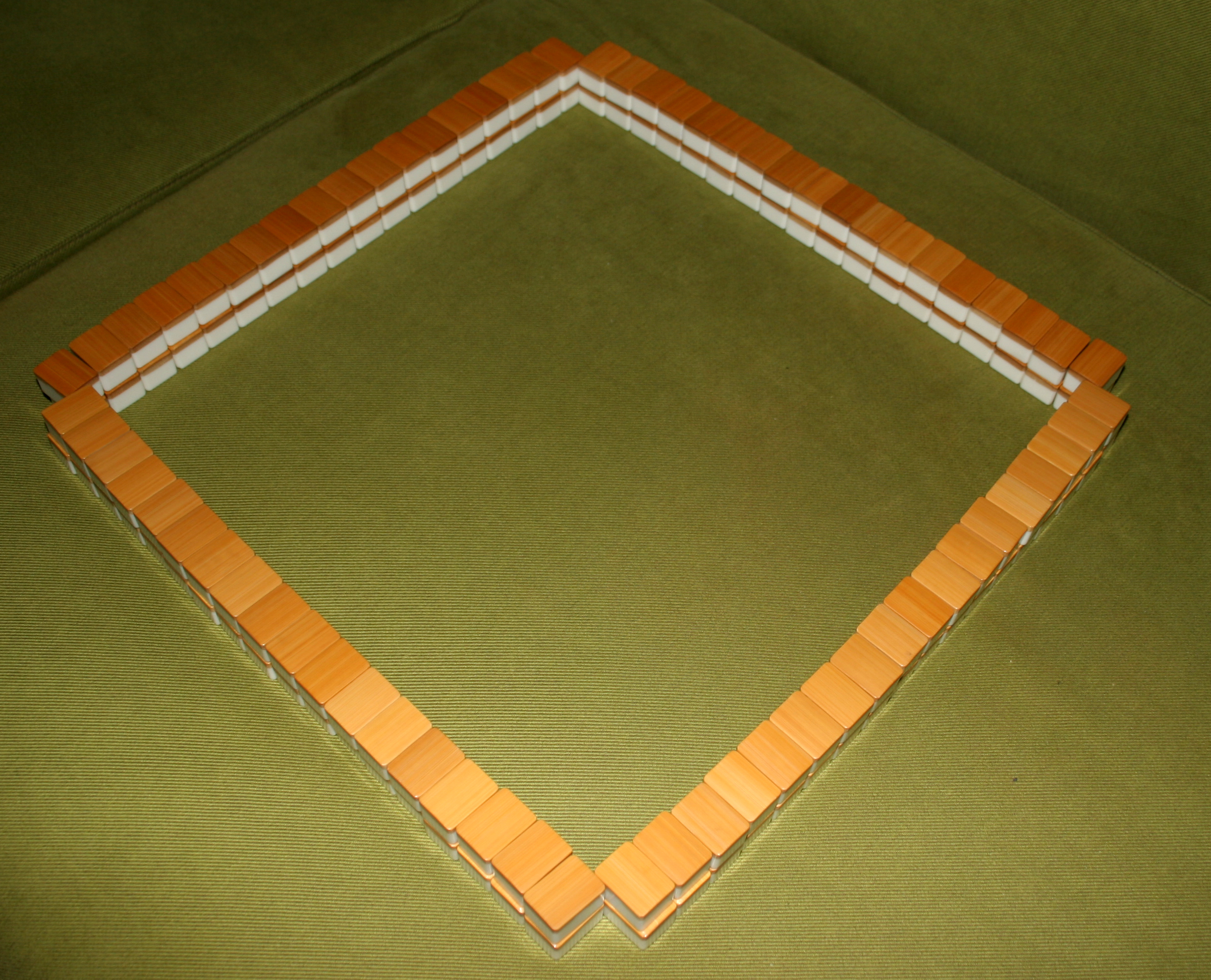
La muraille

Une fois les joueurs identifiés et installés, le jeu commence par l'édification de la muraille. Les 144 tuiles sont retournées face cachée puis mélangées. Chaque joueur réalise alors une ligne de 18 tuiles (17 pour les jeux sans fleurs) et haute de 2 tuiles. Ces « murs » sont ensuite regroupés en carré de façon à former la muraille.

### Brèche
La muraille ainsi formée correspond à la pioche. Chaque joueur va à tour de rôle piocher une tuile dans la muraille, la mettre dans son jeu et jeter une tuile de son choix. Les joueurs n'ont pas le choix sur la tuile à piocher. Les tuiles le sont selon un ordre précis : dans le sens des aiguilles d'une montre, d'abord une tuile de la rangée du haut puis une de la rangée du bas, etc. La seule inconnue est donc le départ de la pioche que l'on appelle la Brèche.
La Brèche est déterminée au hasard. Vent d'Est jette les deux dés. Il compte les murs dans le sens du jeu en commençant par le sien jusqu'au résultat du premier jet de dé. Le dernier mur compté indique le mur de la brèche, soit en pratique :
- 5 ou 9 : Mur de Vent d'Est
- 2, 6 ou 10 : Mur de Vent du Sud
- 3, 7 ou 11 : Mur de Vent d'Ouest
- 4, 8 ou 12 : Mur de Vent du Nord.

Le joueur correspondant au mur désigné jette à son tour les 2 dés et y ajoute le résultat du jet initial de Vent d'Est. Il compte sur son Mur à partir la droite et vers la gauche autant de tuiles qu'indiqué par ce résultat. Au niveau de la dernière tuile comptée, il crée une séparation dans le mur appelée brèche en déplaçant légèrement les tuiles situées à gauche de la brèche.
Exemple
Si Vent d'Est jette 8, Vent du Nord est le mur de la brèche. Nord jette alors 6. La brèche est créée sur le Mur de Vent du Nord, à la 8+6=14e tuile en partant de la droite.
Note
Si la somme des deux jets dépasse 18, on continue à compter sur le Mur du joueur situé à gauche. C'est sur ce Mur que se fait la brèche, les tuiles à droite de la brèche sont ramenées sur le mur du premier joueur par souci d’esthétique et pour l’aspect pratique.

### Distribution
La distribution se fait à partir de la gauche de la brèche. Vent d'Est prend les quatre premières tuiles (la politesse dicte de commencer par soi-même), les joueurs suivants prennent chacun 4 tuiles et ainsi de suite pendant trois tours jusqu'à ce que chacun ait 12 tuiles. Puis Vent d'Est prend 2 tuiles les autres joueurs 1. Les deux tuiles prises par Vent d'Est sont soit les 2 premières tuiles de la muraille soit la première et cinquième tuiles. À la fin de la distribution, Vent d'Est a donc 14 tuiles, les autres 13.
Note
Le sens de la pioche (sens des aiguilles d'une montre) est inverse au sens dans lequel les joueurs piochent et jouent (sens inverse des aiguilles d'une montre).
Une fois la Brèche ouverte, Est récupère les dés et les pose à sa droite. Ceci permet de repérer qui est le Vent d'Est du tour.

### Mur de remplacement

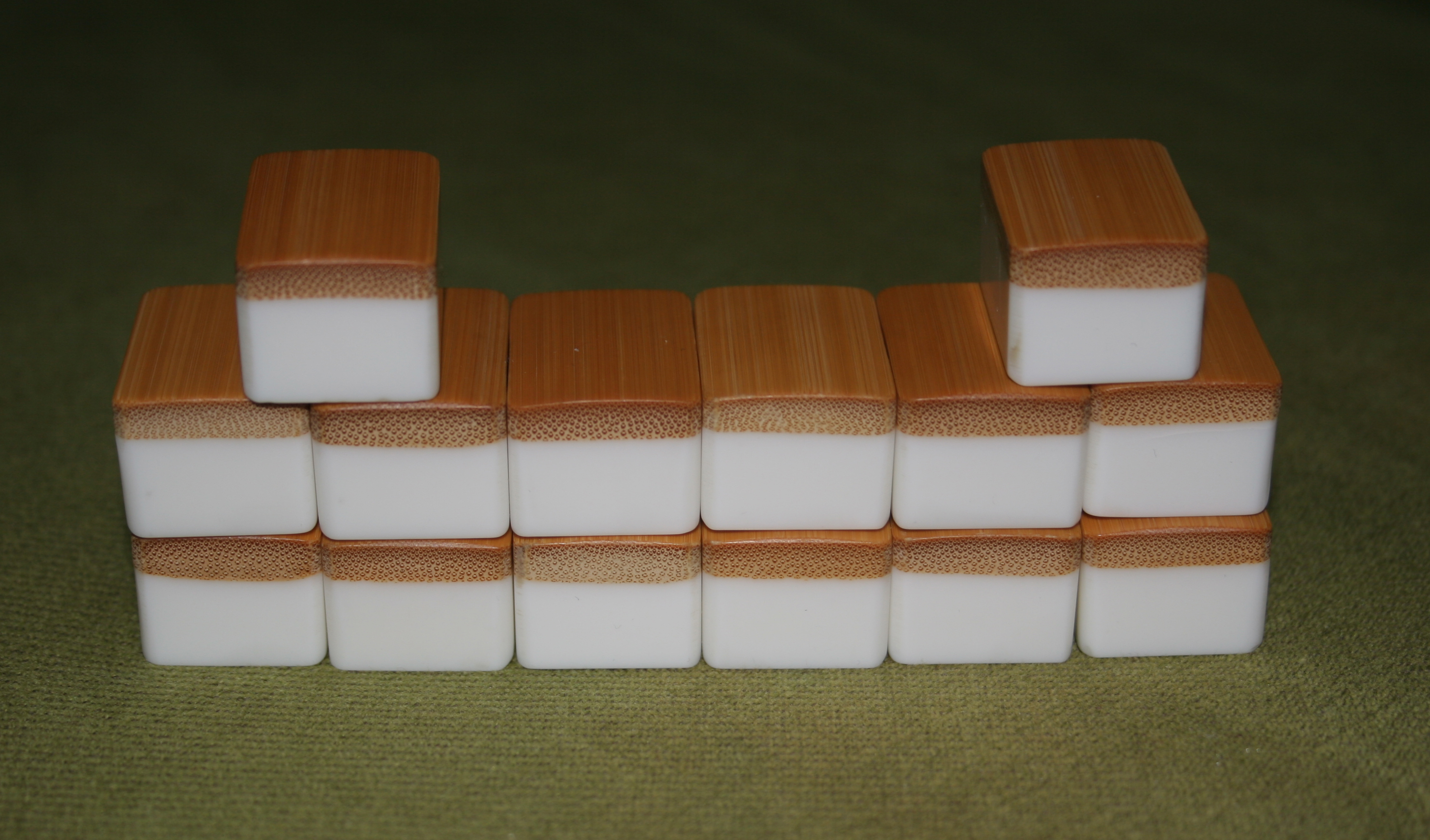
Les 14 tuiles de la Colline ou « Mont intouchable »

Le mur de remplacement est la partie du mur dans laquelle sont piochées les tuiles de compensation de Kong et, si l'on joue avec, les fleurs et les saisons. Le mur de remplacement correspond toujours aux tuiles situées à droite de la brèche (soit les dernières de la muraille).
Dans certaines règles de Mah-jong (Hong Kong, Riichi), le mur de compensation est séparé de la pioche lors de la création de la brèche.
Le joueur du mur de la brèche prend les deux tuiles de la brèche, pose celle du dessus sur les deux tuiles immédiatement à droite, et celle du dessous deux tuiles à droite de la première. Il décale alors le groupe de 14 tuiles formant le mur de compensation, on parle alors de la colline (ou le Mont Intouchable). Si la somme des deux jets est inférieur à 6, les tuiles nécessaires à la construction de la Colline sont ramenées du côté du mur de la brèche par souci d’esthétique et pour l’aspect pratique.
Les tuiles de la Colline ne font pas partie de la pioche et ne sont donc pas jouées. Lorsqu'un kong est déclaré, la tuile de compensation est remplacée par la dernière tuile de la pioche de façon que la colline contienne toujours 14 tuiles.

### Fleurs et saisons
Lorsque les joueurs ont reçu leurs 13 tuiles (14 pour Vent d'Est), Vent d'Est appelle les Fleurs et les Saisons en annonçant : « J'appelle les Fleurs et les Saisons ».
Les Joueurs qui en possèdent les étalent, et piochent en échange autant de tuiles du mur de remplacement. Les joueurs remplacent leurs fleurs dans l'ordre de jeu (d'abord Est puis Sud, Ouest et Nord). Chaque joueur doit attendre que le joueur précédent ait terminé avant de remplacer ses fleurs. On signale aux autres joueurs que l'on a terminé par l'annonce Servi. Si lors du remplacement d'une Fleur on pioche une autre Fleur, on l'annonce, l'expose et repioche une tuile dans le mur de remplacement immédiatement. Les Fleurs et les Saisons ne sont pas des tuiles comme les autres. Elles ne permettent pas de former des combinaisons et ne sont que des bonus (4 points). Ainsi, dès qu'un joueur pioche ou reçoit une Fleur ou une Saison, il l'expose et pioche en échange une tuile du mur de remplacement.
Les joueurs qui préfèrent limiter la place de la chance peuvent d'ailleurs décider de retirer les Honneurs suprêmes, et former des murs de 17 tuiles de long au lieu de 18.
Les quatre tuiles correspondant aux fleurs sont :
 ou  ou 
- prunier 梅 méi
- orchidée 蘭 lán
- chrysanthème 菊 jú
- bambou 竹 zhú

Les quatre tuiles correspondant aux saisons sont :
 ou  ou 
- Printemps 春 chūn
- Été 夏 xià
- Automne 秋 qiū
- Hiver 冬 dōng

## Jeu

### Principe du jeu
Le but du jeu est d'être le premier joueur à former une combinaison de 14 tuiles appelée Mah-jong. Tour à tour, les joueurs piochent une 14e tuile dans la muraille et, si la main formée n'est pas un Mah-jong, jettent une tuile de leur choix. Selon certaines conditions, il est possible de récupérer la tuile qui vient d'être jetée afin de former une combinaison au lieu de piocher une tuile dans la muraille.
Au premier tour, Est qui a pioché 14 tuiles, en jette une de son jeu dans l'Empire Céleste. Si un joueur peut la prendre pour faire une combinaison, il peut le faire en annonçant « chow », « pung », « kong », ou « mah-jong ».
Si personne ne peut ou ne souhaite prendre la tuile écartée, le joueur suivant pioche une tuile dans la muraille et écarte celle de son choix, et ainsi de suite.

### Combinaisons
Pour faire « mah-jong », il faut posséder quatre combinaisons de 3 tuiles et une paire (soit 14 tuiles). Ces combinaisons peuvent être de trois types : Chow, Pung ou Kong.

#### Chow
Un Chow est un groupe de trois tuiles de la même famille (Cercles, Caractères ou Bambous), dont les valeurs se suivent. Il n'existe pas de Chow de Vents ou de Dragons.
Exemples

#### Pung
Un Pung est un groupe de trois tuiles identiques, l'équivalent du Brelan au Poker.
Exemples

#### Kong
Un Kong est un groupe de 4 tuiles identiques, l'équivalent du Carré au Poker. Sachant qu'hormis les honneurs suprêmes, toutes les tuiles sont en 4 exemplaires, il n'est pas possible de posséder plus de 4 tuiles identiques.
Bien que composé de 4 tuiles, le Kong compte comme une combinaison normale de 3 tuiles. Ceci signifie que lorsqu'un joueur possède un Kong, il doit reprendre une tuile supplémentaire pour compenser la 4e du Kong qui ne compte pas comme telle dans le décompte des tuiles (Un Mah-jong avec un Kong comportera donc 15 tuiles au lieu de 14).
Exemples

### Construction des combinaisons
Il existe deux façons de faire des combinaisons. Soit le joueur reçoit de la distribution et de la muraille des combinaisons toutes faites, comme par exemple un Pung de Dragons rouges, un Chow 2-3-4 Cercles et un Kong de Vent du Sud (qu'il doit déclarer pour qu'il compte comme tel), soit le joueur complète son jeu en ramassant des tuiles défaussées par les adversaires dans l'Empire Céleste. Dans le premier cas, le joueur la conserve « cachée » dans son jeu, dans le deuxième cas, la combinaison doit être « exposée ».

#### Combinaisons cachées
Une combinaison est cachée (« naturelle ») si elle est faite à partir des tuiles de la distribution ou de la muraille. Le joueur est libre de réorganiser les combinaisons cachées en fonction de l'évolution de son jeu.
Exemple
Soit la main    
- Si le joueur pioche le 3 de cercle, un 1 peut être utilisé pour former un chow 1-2-3, les deux autres 1 formant la paire du Mah-jong

- Si le joueur pioche par la suite un 4 de cercle, il peut reformer le pung de 1 et un chow 2-3-4, etc.

Cas particulier du kong caché
Lorsqu'un joueur dispose de 4 tuiles identiques dans sa main, il a deux choix possibles. Soit il les utilise dans des combinaisons cachées séparées (par exemple un pong et un chow), soit il les utilise pour faire un kong. Dans le deuxième cas, il a besoin d'une tuile supplémentaire pour le compenser. Il doit donc l'annoncer « KONG ! » ; Les 4 tuiles de la combinaison sont défaussées face cachées au même niveau que les combinaisons exposées. Le joueur compense son Kong en piochant une tuile du mur de remplacement. Contrairement aux autres combinaisons cachées, une fois annoncé, le Kong caché ne peut plus être remis dans son jeu pour être utilisé dans d'autres combinaisons, il n'est donc pas toujours stratégique de l'annoncer immédiatement. Une seule combinaison par tour est autorisée, par conséquent, un kong caché ne peut être annoncé qu'après avoir pioché une tuile. Par contre, une tuile du mur de remplacement compte comme une tuile piochée, il est donc autorisé de faire un deuxième kong sur la tuile de remplacement du premier.

#### Combinaisons exposées
Une combinaison est exposée quand elle est créée avec une tuile qui vient d'être défaussée. Au moment où le joueur prend la tuile dans l'Empire Céleste, il étale devant lui la combinaison ainsi réalisée. On indique la tuile donnée en l'inclinant de 90°. On indique aussi le joueur qui a donné la tuile par sa position dans la séquence exposée : à gauche si c'est le joueur de gauche, à droite si c'est le joueur de droite et au milieu si c'est le joueur d'en face (les tuiles ne sont donc pas forcément dans l'ordre numérique). Contrairement aux combinaisons cachées, une combinaison exposée ne peut pas être modifiée.
Cas particulier du Kong exposé
- À partir d'un Pung caché, la 4e tuile est défaussée par un adversaire : le joueur peut annoncer « KONG ! », il prend la tuile même si ce n'est pas son tour, et expose alors la combinaison. Elle compte pour 3 tuiles. Le joueur compense son Kong en piochant une tuile du mur de remplacement.
- À partir d'un Pung exposé : si la 4e tuile est défaussée par un adversaire, le joueur ne peut pas la prendre pour compléter son Pung. En revanche, s'il pioche la 4e tuile au mur, il peut s'il le désire compléter son Pung en Kong. Il annonce « Kong ! », il ajoute la tuile aux trois déjà étalées et compense son Kong pour compléter son jeu. Il arrive parfois que cette tuile permette à un autre joueur de faire Mah-jong, on dit dans ce cas là que le joueur faisant Mah-jong « vole le Kong »

Afin de créer une combinaison à partir d'une tuile jetée par un adversaire les règles suivantes s'appliquent :
- Il est interdit de prendre une tuile si on ne réalise pas de combinaison avec. À ce titre, la Paire n'est pas une combinaison proprement dite. Elle compte dans le Mah-jong, mais si par exemple vous avez un seul Dragon rouge, il vous est impossible de prendre un deuxième Dragon rouge défaussé. La seule exception est si la tuile défaussée permet de faire Mah-jong
- Seule la dernière tuile défaussée peut être réclamée
- La combinaison doit être annoncée par son nom avant de l'exposer, des erreurs d'annonce peuvent entrainer des pénalités
- Seul le joueur suivant a le droit de ramasser cette tuile pour faire un Chow, excepté si cela permet de faire Mah-jong
- N'importe quel joueur a le droit de ramasser la tuile pour faire un Pung ou un Kong, les éventuels joueurs entre le joueur qui se défausse et celui récupérant la tuile perdent alors leur tour
- Un temps limite (généralement 3 secondes) est accordé pour faire une annonce, si un joueur pioche la tuile suivante avant cette limite et qu'un joueur annonce un Pung ou un Kong, la combinaison est acceptée. La tuile est remise dans la muraille.
- Il existe des règles de priorités:
  - Les Pungs et les Kongs sont prioritaires sur les Chows
  - Mah-jong est prioritaire sur tout. Si une tuile est réclamée par plusieurs joueurs qui annoncent « Mah-jong », le premier joueur à faire Mah-jong dans le sens de rotation est le gagnant.

#### Stratégie
Il est plus facile de réaliser une combinaison exposée puisqu'elle n'est pas due au hasard, en contrepartie cette combinaison ne peut plus être modifiée et l'on dévoile une partie de son jeu à ses adversaires. De plus, les combinaisons exposées diminuent généralement la valeur du jeu. Il n'est donc pas toujours intéressant d'exposer une combinaison, en particulier en début de partie. Exposer une combinaison est donc un choix stratégique important qui doit prendre en compte l'avancement de son jeu et celui de ses adversaires.

### Mah-jong
Le jeu se termine lorsqu'un joueur annonce « mah-jong ».
Pour faire « mah-jong », il faut posséder quatre combinaisons et une paire (soit 14 tuiles).
Après avoir annoncé Mah-jong, le joueur expose ses tuiles cachées à côté des combinaisons exposées et des Fleurs si elles existent. Il récupère la tuile gagnante et la pose à côté des autres tuiles séparément.
Exemple de Mah-jong une fois exposé
; ; ;  ; ; ; 
Si le gagnant est Vent du Sud, cette main nous montre que :
- Sud a pioché 2 Fleurs pendant la partie
- Sud a récupéré le 2 de rond du joueur à sa gauche (c'est-à-dire Vent d'Est) pour faire un Chow
- Sud a récupéré un 1 de caractère du joueur à sa droite (c'est-à-dire Vent d'Ouest) pour faire un Pung
- Sud a annoncé un Kong caché de vent d'Est (2 des 4 tuiles restent cachées pour indiquer la nature cachée du Kong)
- Sud a annoncé Mah-jong sur un 5 de bambou.

#### Mains spéciales
La plupart des règles de Mah-jong comportent des mains spéciales qui ne correspondent pas à des mah-jong standards (quatre combinaisons, une paire) mais à un agencement particulier de tuile. N'étant pas de vrais mah-jong, ces mains sont obligatoirement tout caché.
Des mains spéciales usuelles sont par exemple les 7 paires ou les 13 orphelins
7 paires
 ; ;               
13 orphelins (ou 13 lanternes)
               

### Fin de la manche
La manche s'arrête si :
- Un joueur fait Mah-jong.

Ou
- Partie nulle, il ne reste plus de tuiles à piocher au Mur et personne n'a fait Mah-jong. Dans les règles avec Colline, les pièces du mur de remplacement ne sont pas jouées. La Colline ne sert pas à piocher, mais à compenser les Fleurs, les Saisons et les Kong.

Une fois qu'un joueur a fait Mah-jong, il l'expose devant les autres joueurs et évalue sa main. La valeur de la main dépend de la règle utilisée. Si le Mah-jong est jugé valide, la manche est terminée et l'on décompte le score de chaque joueur. Les vents du joueur tournent, les tuiles sont à nouveau mélangées et une nouvelle muraille est montée. Le gagnant est celui qui aura le plus gros score une fois le jeu complet terminé.

### Score
Les règles de Mah-jong sont extrêmement diverses dans la manière de compter les scores. Il existe tellement de variations (notamment au niveau des mains spéciales) qu'il faut parfois préétablir la manière de compter.
Certaines tendances peuvent toutefois être établies :
- Des critères plus restrictifs que 4 combinaisons plus une paire sont généralement demandés pour que le Mah-jong soit déclaré valide. À certains types de combinaisons est associée une valeur appelée fan. Pour terminer la partie le Mah-jong doit donc valoir un nombre de fan minimum prédéterminé.
- Plus le nombre de fan est élevé, plus le Mah-jong a de valeur. Par exemple un Mah-jong avec les 3 Pungs de dragons rapportera généralement un maximum de points
- Il existe une liste de mains spéciales qui ne correspondent pas à des Mah-jong proprement dit mais à une combinaison rare de tuiles. Ces Mah-jong difficiles à obtenir rapportent également beaucoup.
- Une victoire sur une tuile piochée rapporte plus de points qu'une victoire sur une tuile donnée.
- Le joueur donnant la tuile gagnante perd plus de points que les autres.